# Linia kolejowa 167 Rožňava – Dobšiná
Linia kolejowa 167 Rožňava – Dobšiná – linia kolejowa na Słowacji o długości 26 km, łącząca miejscowości Rożniawa i Dobszyna. Jest to linia jednotorowa oraz niezelektryfikowana.